# Храм Симеона Столпника за Яузой
Храм Преподобного Симеона Столпника за Яузой — православный храм в Таганском районе Москвы. Относится к Покровскому благочинию Московской епархии Русской православной церкви.
Главный престол освящён во имя преподобного Симеона Столпника, приделы — во имя Николая Чудотворца и во имя святителя Димитрия, митрополита Ростовского.

## История

### Основание церкви
Храм преподобного Симеона Столпника расположен на Николоямской улице, являвшейся частью древней дороги на Владимир (Солянка — Яузская улица — Шоссе Энтузиастов). Своё название улица получила по расположенной на ней Никольской церкви в Рогожской Ямской слободе.
1 сентября 1598 года, в день памяти Симеона Столпника, Борис Годунов официально взошёл на трон. Деревянная церковь Симеона Столпника была построена в 1600 году, вероятно, в ознаменование его венчания на царство.
В 1657 году Симеоновская церковь уже упоминается как каменная. В 1731 году прихожане храма на свои средства начали его перестройку. Согласно храмовым записям, Никольский придел освятили в ноябре 1731 года. Только через два года, в октябре 1733 года, был освящён главный престол в честь преподобного Симеона Столпника. В 1763—1768 годах на средства суконного фабриканта А. И. Маленькова по проекту И. М. Назарова была построена новая трапезная с приделами Святителя Николая и Димитрия Ростовского. В 1785 году была построена церковная ограда с воротами, которая сохранилась до настоящего времени. В 1789 году была построена новая колокольня.

### Современный храм

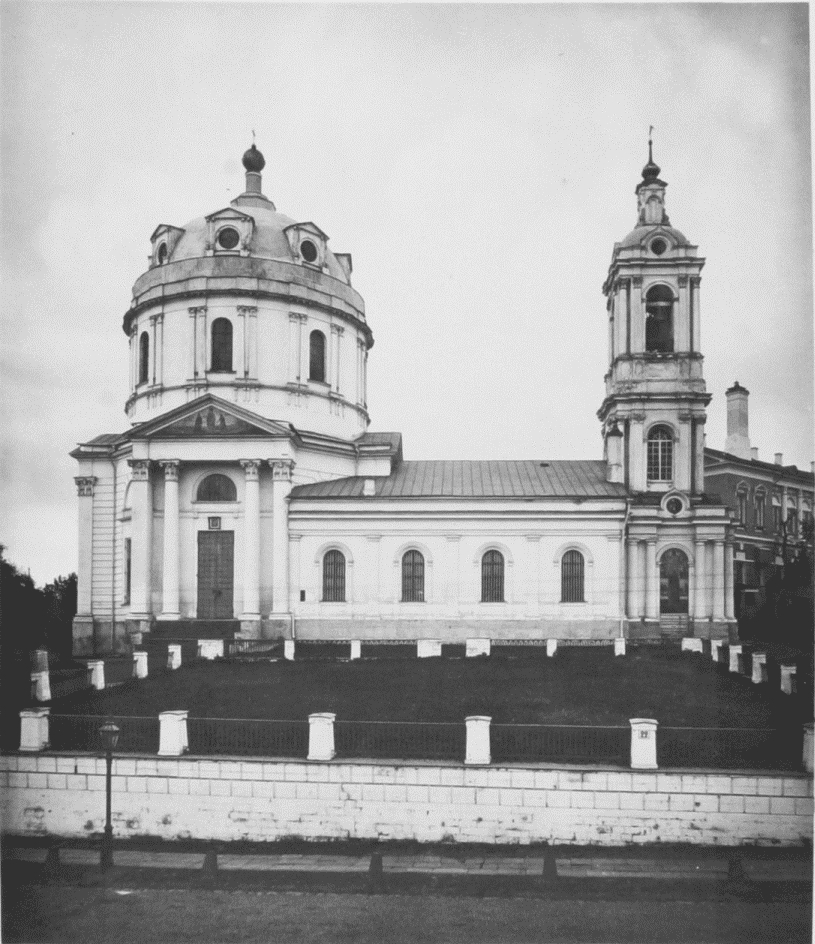
Симеоновский храм, 1882 год

В 1792 году, на средства С. П. Васильева и И. Р. Баташёва, началось строительство храма, с сильными изменениями дошедшего до наших дней. Иван Родионович Баташёв являлся владельцем горно-металлургических заводов в Нижегородской, Тамбовской и Владимирской губерниях. Одновременно со строительством церкви он также вёл здесь строительство своей новой городской усадьбы (с 1878 года здание усадьбы занимает Яузская больница). Возможным автором проекта храма мог быть талантливый московский архитектор Родион Казаков.
Строительство храма проходило непросто. В 1798 году, в практически законченном здании обрушился купол, повредив при этом стены. К 1812 году строительство было закончено и храм был готов к освящению, которому на этот раз помешали французы, захватившие Москву. Во время большого московского пожара храм был разграблен, сгорел новый иконостас. В итоге освящение новой церкви Симеона Столпника состоялось только в 1813 году. В 1847 году, по проекту архитектора Н. И. Чичагова, был сделан новый иконостас. К 1851 году он также создал иконостасы и для приделов.
Расположенный на Таганском холме огромный Симеоновский храм был виден издалека. Построен он был в стиле классицизма. Над четвериком с портиками возвышалась высокая ротонда. Смотрелись они очень гармонично за счёт высоких ворот четверика и высоких окон ротонды. Купол храма украшали круглые окошки — люкарны и тонкий барабан с маленькой главкой.
В последующие годы продолжалось обновление храма. В 1851 году была перестроена трапезная. В 1863 году приход Симеоновской церкви приобрёл новый большой колокол весом в 418 пудов (6847 кг). Для его размещения пришлось строить новую трёхъярусную колокольню. Колокольня, отчасти повторяющая своим декором основной объём храма, была построена по проекту Козловского. В 1898 году перестройкой церкви занимался архитектор Н. В. Розов.

### Советский период

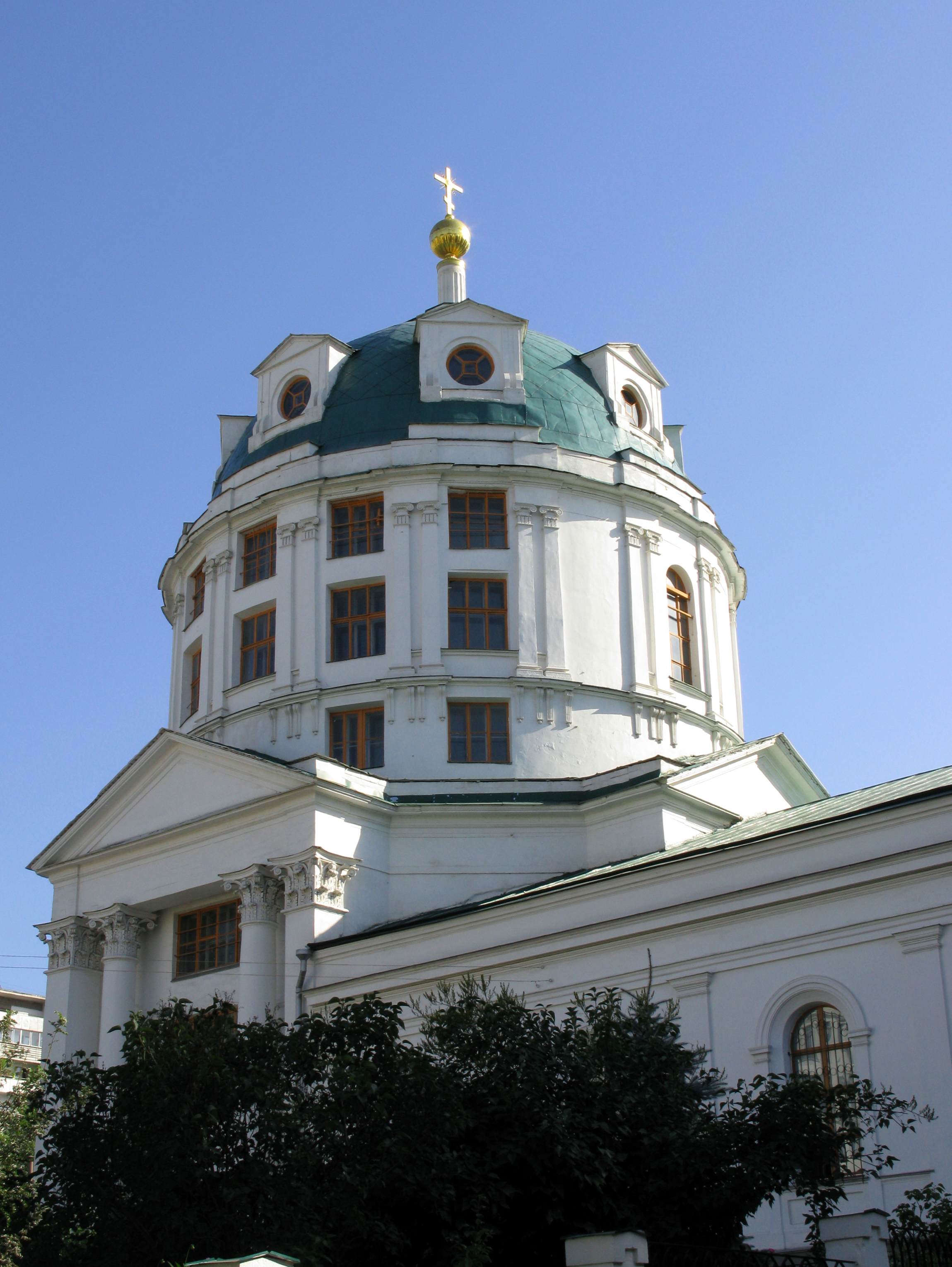
Перестроенная ротонда храма

В конце 1920-х годов возникла угроза закрытия Симеоновской церкви. Её тогдашний настоятель, протоиерей Николай Беневоленский, желая спасти святыни храма, перенёс чудотворный храмовый образ святого Симеона Столпника и особо чтимую икону святителя Димитрия Ростовского с частицей мощей (XVIII век), в соседнюю Покровскую церковь, расположенную на противоположной стороне Николоямской улицы. А после закрытия Симеоновской церкви в 1929 году (по другим данным 1926 год) и сам перешёл туда служить. Зимой 1979 года в память о ранее закрытом Симеоновском храме, в главном алтаре Покровской церкви был освящён приставной престол в честь преподобного Симеона Столпника.
После закрытия Симеоновской церкви здание храма было переоборудовано под учреждения. Два верхних яруса колокольни были разобраны, осталась только нижняя часть с полуколоннами. Главный объём храма был разделён на 7 этажей. На месте высоких ворот четверика и окон ротонды были пробиты дополнительные окна. После этих преобразований здание храма утратило свою гармонию, так как ротонда теперь выглядит по отношению к четверику непропорционально высокой.
Первоначально здание Симеоновской церкви занимал Московский институт повышения квалификации инженерно-технических работников Мосгорисполкома. А с 1965 года здесь расположился Городской учебный комбинат управления кадров и учебных заведений Мосгорисполкома.

## Современное состояние
В 1995 году в Симеоновской церкви были возобновлены богослужения. В торжественной обстановке в храм были возвращены особо чтимые иконы преподобного Симеона Столпника и святителя Димитрия. При храме были открыты воскресная детская школа и школа церковного пения для взрослых. Также действуют издательство, иконописная и реставрационная мастерские.
В настоящее время (2011 год) службы ведутся в трапезной части, роспись которой полностью восстановлена.
Настоятель храма — протоиерей Алексий Муравейник.

## Духовенство
- Настоятель храма — протоиерей Алексий Муравейник[8].

## Святыни
- Икона святителя Димитрия Ростовского, XVIII век, с частицей мощей.
- Икона святителя Николая Чудотворца с частицей мощей;
- Икона первомученика и архидиакона Стефана, XIX век, с частицей мощей;
- Икона великомученика и целителя Пантелеимона, XX век, с частицей мощей;
- Икона преподобной Евфросинии, игумении Полоцкой, XX век, с частицей мощей[9].

## Фотографии

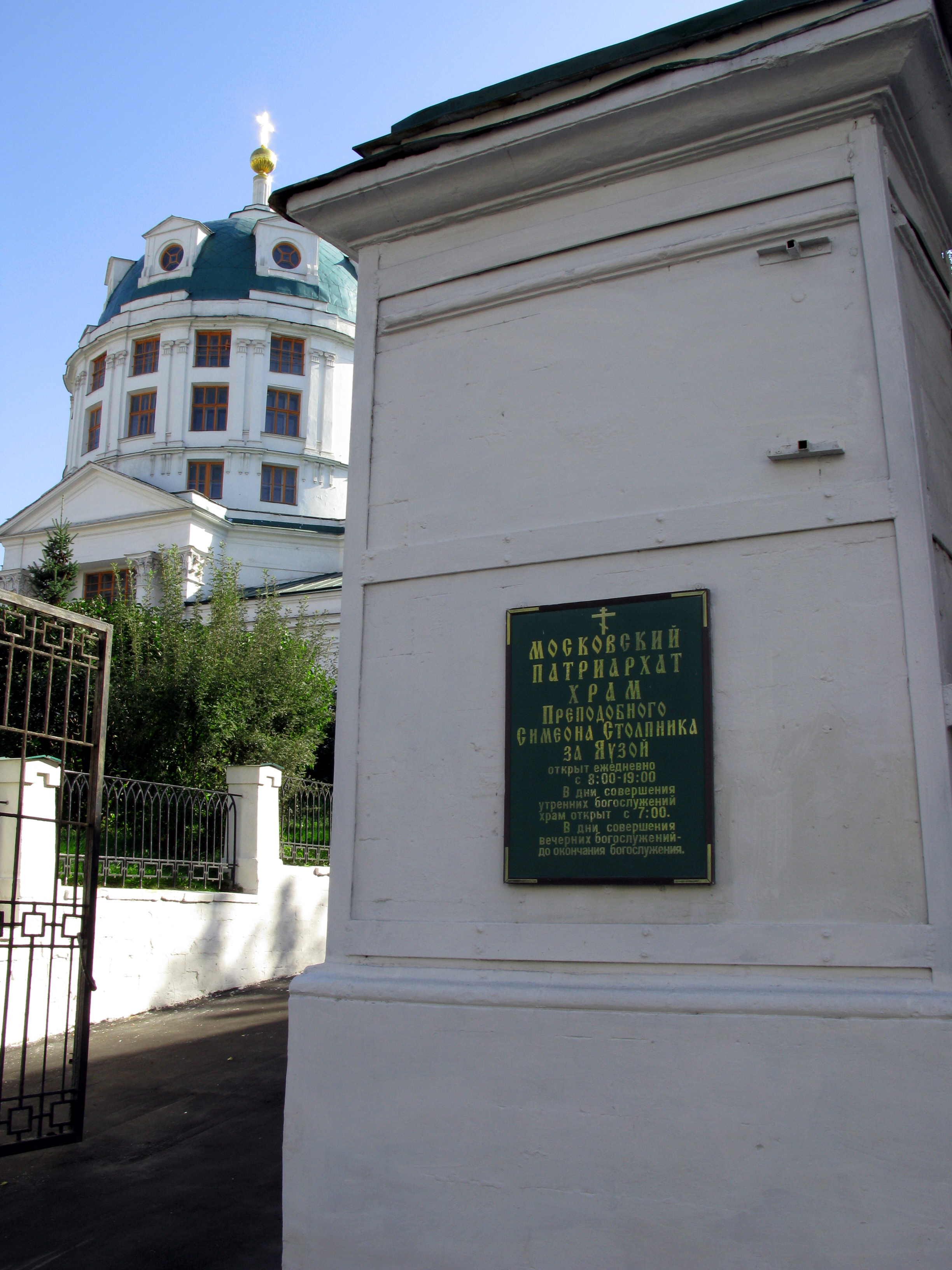
Храм Симеона Столпника
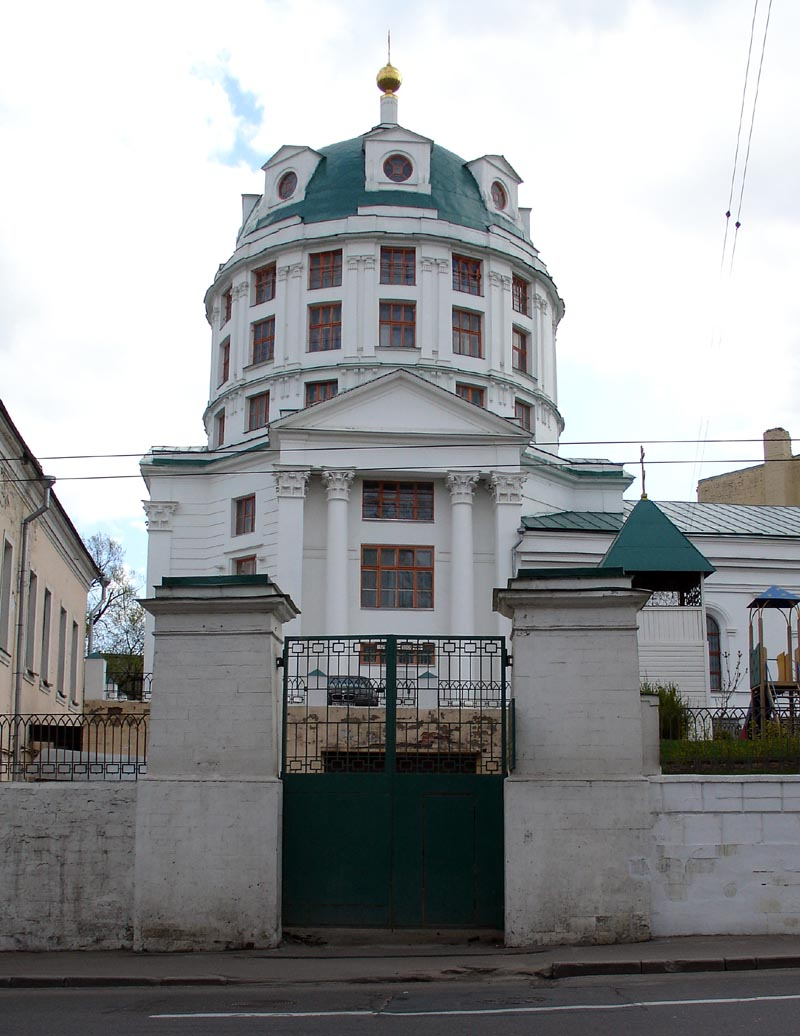
Храм Симеона Столпника
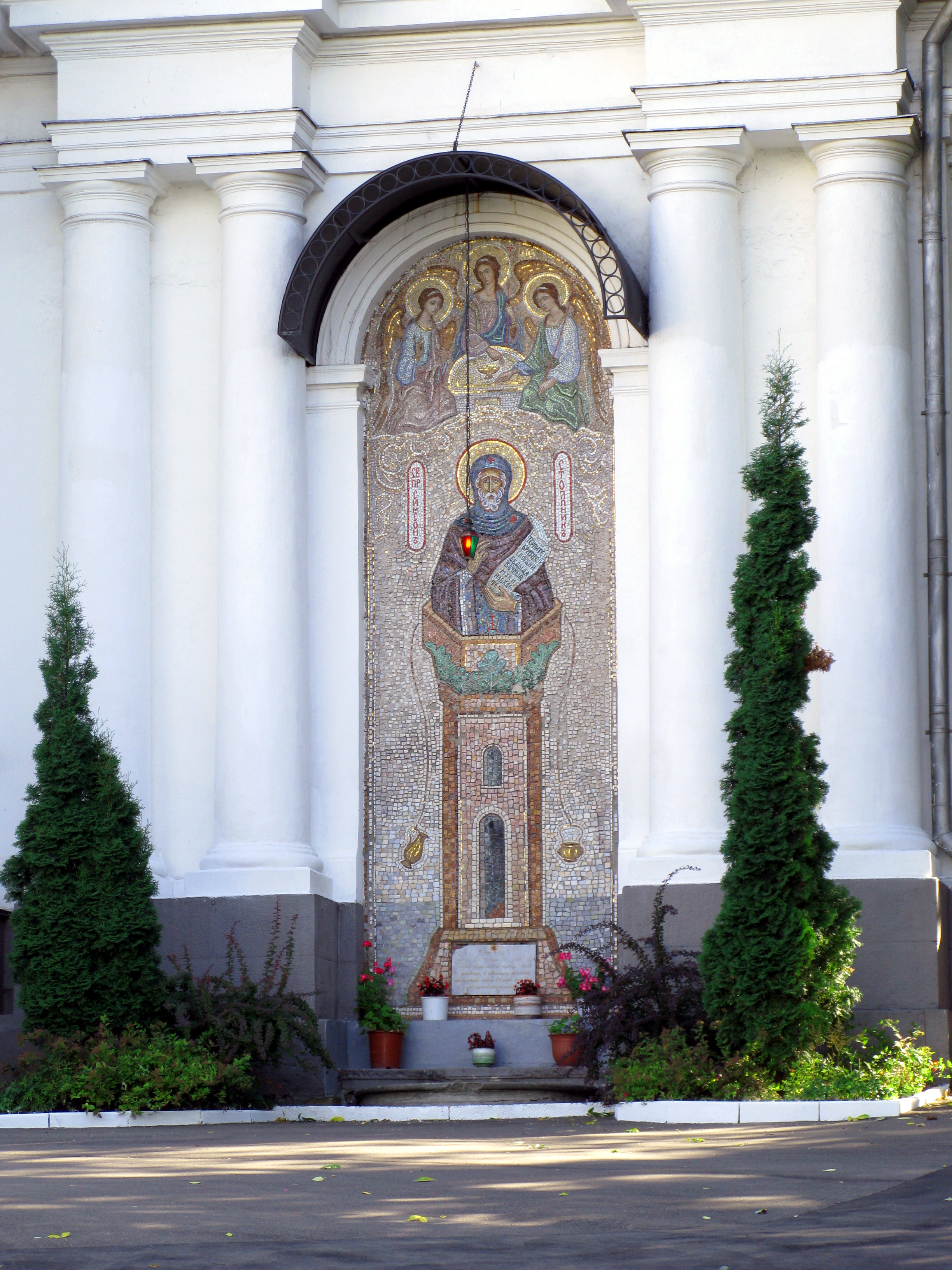
Храм Симеона Столпника, автор мозаики Зеленецкий Игорь Львович